# Ricochet Lost Worlds
Ricochet Lost Worlds est un jeu vidéo de type casse-briques développé et édité par Reflexive Entertainment, sorti en 2004 sur Windows, Mac et Xbox.
Il fait suite à Ricochet Xtreme et a pour suites Ricochet Lost Worlds: Recharged et Ricochet Infinity.

## Accueil
- IGN : 7,5/10[1]